# Joseph Anton : une autobiographie
Joseph Anton : une autobiographie est un livre autobiographique de l’écrivain britannique d'origine indienne Salman Rushdie, publié en septembre 2012 par Random House.

## Présentation
Salman Rushdie utilise « Joseph Anton » comme pseudonyme alors qu’il se cache à la suite de la fatwa émise  le 14 février 1989 par l’ayatollah Khomeiny, le chef spirituel et politique de la République islamique d’Iran, au milieu des critiques de certains musulmans et d’une controverse généralisée sur son roman Les Versets sataniques (1988). Il choisit ce nom pour honorer les écrivains Joseph Conrad et Anton Tchekhov.
Salman Rushdie raconte son quotidien sous protection policière des services secrets britanniques, la Special Branch pendant les dix années où il doit se cacher pour échapper aux menaces de mort à son encontre. Son récit débute en 1989 par la condamnation de l'ayatollah Khomeiny. Il se termine en 1998, lorsque le renoncement à l'application de la fatwa par l'Iran fit baisser le risque d'attentat à son encontre. L'auteur peut alors abandonner son pseudonyme et entamer une nouvelle vie aux Etats-Unis. 
Récit de la vie de l'auteur sous la fatwa en cours, Rushdie aborde également d’autres aspects de sa vie personnelle, comme son amitié avec d’autres écrivains tels que Harold Pinter, Bruce Chatwin, Paul Theroux, Bill Buford et Martin Amis, ou d’autres personnalités publiques telles qu’Alan Yentob. Il présente également l’histoire de sa rupture avec sa deuxième femme, Marianne Wiggins, et la nature acrimonieuse de leur séparation, ainsi que ses troisième et quatrième mariages (et ruptures) avec Elizabeth West et Padma Lakshmi.
Cette autobiographie est inhabituelle dans le sens où Rushdie écrit sur sa vie en tant que « Joseph Anton », à la troisième personne plutôt qu’à la première personne.
Le livre est annoncé le 18 septembre 2012 comme l'un des 14 titres de la liste détaillée du prix Samuel-Johnson 2012.

## Édition
- Joseph Anton, une autobiographie, Plon, 2012, (en. Joseph Anton, A Memoir, Random House, 2012, trad. Gérard Meudal  (ISBN 978-2-259-21485-8)